# Auguste Houzeau
Pour les articles homonymes, voir Houzeau.
Auguste Houzeau, né le 3 mars 1829 à Elbeuf et mort le 17 février 1911 à Blosseville-Bonsecours, est un chimiste et agronome français. Son nom est attaché à la découverte de la présence de l’ozone dans l'air.

## Éléments biographiques
D’origine relativement modeste, Auguste Houzeau naît le 3 mars 1829 à Elbeuf, dans l’arrière-boutique d’une boulangerie située rue Saint-Étienne (actuelle rue de la République), fils de Nicolas Auguste Houzeau 31 ans, marchand boulanger et de Marie Ismérie Picard. Il fait ses études à l’École Primaire supérieure d’Elbeuf, puis à l’école François Ier de Paris (qui deviendra plus tard le collège Chaptal). À 17 ans, en 1846, il entre au Conservatoire national des arts et métiers, à Paris, où il suit les cours de chimie de Jean-Baptiste Boussingault. Il devient tout d’abord préparateur du cours de zootechnie à l’Institut agronomique de Versailles lors de sa fondation. Puis, cet institut n’ayant eu qu’une existence éphémère, il obtient en 1853, un poste de préparateur de chimie agricole au Conservatoire de Paris, au service de Boussingault.
Il est professeur de chimie générale à l’École supérieure des sciences et des lettres de Rouen (école préparatoire à l'enseignement supérieur), où il succède à Jean Girardin. Il y enseignera durant près de 50 années. Il professe aussi la chimie à l’École départementale d’agriculture, dès 1858, également à l’École Normale d’Instituteurs de Rouen (où il enseigne encore en 1900) et à l’École Supérieure de Commerce de Rouen. Il semble avoir donné aussi, un temps, à l’École d’architecture de Rouen, les mêmes cours de physique et de chimie qu’à l’École supérieure des sciences.
On le retrouve également à l’École des hautes études commerciales de Paris (fondée en 1881), pour un cours intitulé curieusement « Essai des marchandises », de 1881 à 1894, ainsi qu’à l’École supérieure de commerce de Rouen, sur le même thème, en 1896.
Il se met aussi au service de la Société Industrielle d’Elbeuf, laquelle visait notamment à offrir à la population des cours publics et gratuits. Il y dispense bénévolement, à partir du 16 mai 1861, les premiers cours de chimie et semble y avoir enseigné environ six mois, puis peut-être épisodiquement. Mais à Rouen, reprenant la tradition de Girardin, il donne aussi  gratuitement, tous les dimanches à partir de 1869 et pendant quinze ans, un cours destiné aux ouvriers.
Il organise aussi à travers le département des tournées de conférences – véritables campagnes de vulgarisation scientifique – à partir de 1864-1865, avec l’aide de ses élèves pour les expériences. C’est alors une chose très nouvelle. Il en donne une notamment à Elbeuf, en 1864. Au total, on estime qu’environ 7 000 auditeurs (chiffre officiel) suivirent ses conférences. À la suite de celles-ci, certaines villes organisèrent des cours réguliers. Il donna également quelques conférences à entrée payante, au profit des œuvres de l’Association des sciences et de la Société de secours des amis des sciences ou également pour financer le séjour de dix ouvriers rouennais à l’Exposition universelle de Paris en 1867.
Aux dires de ses contemporains Auguste Houzeau n’était pas un grand orateur et il ne rédigea pas de grands traités. Par contre, il était bon expérimentateur et savait donner place aux expériences amusantes, en frappant l’imagination de ses auditeurs. Il fut donc un très bon pédagogue et un excellent vulgarisateur.
Outre ses cours en amphithéâtre, il donne aussi des cours particuliers dans son laboratoire. Il va ainsi former une soixantaine de chimistes, dont certains se révélèrent brillants et présentèrent des travaux à l’Académie des sciences de Paris.
En octobre 1861, l’ambassadeur de Perse Hassan Ali Khan se déplace à Elbeuf afin de remettre au sieur Molet jeune, qui  remplit les fonctions de consul de Perse, le firman et les insignes de commandeur du Lion et du Soleil. À la demande de son ambassadeur, le shah accorde également à Houzeau les insignes du Lion et du Soleil (5ème classe), « en reconnaissance des leçons de chimie données [à Rouen] par ce professeur à de jeunes Persans qui avaient suivi ses cours l’année précédente ».

## Le «découvreur» de l’ozone atmosphérique
Auguste Houzeau mène de front recherche et enseignement. Il est passé à la postérité surtout pour ses travaux sur l’ozone. Dès 1855, il montre que la présence d’eau n’est pas nécessaire pour l’obtenir et il produit quant à lui de l’ozone en faisant agir le bioxyde de baryum (BaO2) sur l’acide sulfurique concentré et froid. Surtout, il bataille contre ceux qui ne croient pas à l’existence de ce gaz à l’état naturel dans l’atmosphère. Grâce à de constantes observations effectuées entre 1855 et 1900, il montre l’influence des saisons et de diverses circonstances météorologiques sur la proportion d’ozone atmosphérique, auquel il attribue – de façon prémonitoire – un rôle très important.
Il parvient à réaliser, en 1870, sous la forme d’un « tube électrolyseur », un nouveau type d’ozoniseur permettant d’obtenir de l’ozone à un taux de concentration inconnu jusque-là, ouvrant ainsi la voie à des applications industrielles. Il en montre les propriétés bactéricides et son pouvoir de blanchiment sur certaines fibres. Il est encore l’inventeur d’un « azotimètre » et l’auteur d’une « méthode azotimétrique » rapide, permettant le dosage de l’azote dans tous les types d’engrais et de produits agricoles. Il découvre enfin un corps explosif nouveau qu’il nomme ozobenzine.

## Des fonctions très diverses
Célibataire et grand travailleur, Auguste Houzeau accepte de multiples charges. On le retrouve membre du Conseil central d’hygiène publique et de salubrité de la Seine-Inférieure ; il fait partie de la Commission des orages, mais aussi de la Commission du ravitaillement ou de celle de pisciculture ! Il est nommé inspecteur des pharmacies de l’arrondissement de Rouen en 1879 ; il est aussi chimiste expert auprès des Tribunaux du département. Inspecteur chargé du classement des produits chimiques à l’Exposition universelle de Paris en 1855, il est nommé membre de la Commission scientifique et membre associé du jury lors de l’Exposition de 1867. On le signale commissaire général des concours de poulinières de la Seine-Inférieure en 1886. Il accepte aussi d’être membre du jury dans divers concours régionaux (à Rouen, Saint-Lô, Caen, etc.) ainsi qu’à l’Exposition nationale et coloniale de Rouen en 1896 ou à l’exposition coloniale d’Anvers (1884). Il fait partie un temps de la Commission de surveillance et de perfectionnement de l’École pratique d’agriculture d’Aumale. Il est en outre nommé à diverses instances parisiennes : au Comité consultatif de l’agriculture, du commerce et de l’industrie au ministère des Colonies ainsi qu’à la Commission du commerce extérieur au ministère du Commerce. Il est également chimiste expert auprès du ministère de l’Agriculture pour l’analyse des engrais et des beurres.
Il fait également partie des principales sociétés savantes de sa région.
- En 1860, il devient membre de l'Académie des sciences, belles-lettres et arts de Rouen.
- Membre, à partir de 1858, de la Société centrale d'agriculture de la Seine-Inférieure, qu’il préside brièvement en 1885-1886, et dans les Mémoires de laquelle il publie de nombreux articles (de même que dans les Mémoires de la Société nationale d'agriculture de France).
- de la Société libre d’émulation du commerce et de l’industrie de la Seine-Inférieure
- de la Société Industrielle d’Elbeuf (membre honoraire dès avant 1867)
- de la Société industrielle de Rouen, fondée en 1872 et dont il devient un membre très actif dès 1873, au Comité de chimie.
- du Cercle rouennais de la Ligue de l’enseignement
- Il est nommé membre correspondant de l'Institut en 1887 (Académie des Sciences, section « économie rurale »).
- En 1883, il est directeur de la station agronomique de la Seine-Inférieure. (qui succède à l’ancienne École d’agriculture), dès sa fondation en 1883 et durant 25 années, jusqu’à sa retraite en 1908. Cette prise de fonction ouvre une seconde période de sa vie. Il consacre désormais la majeure partie de son temps à cette institution.
- En 1886, il prend aussi la direction générale de toutes les fermes et champs d’expérimentation du département.

Il a cependant une vie sociale et compte parmi ses amis Gustave Flaubert.

## Honneurs de fin de carrière
Le 24 février 1900, la Société industrielle de Rouen fête son cinquantenaire scientifique dans l’hôtel des finances de Rouen. À cette occasion, Alphonse Guilloux réalise une plaquette en bronze. Les festivités se terminent par un grand banquet de 150 convives (notabilités, savants, personnalités du monde associatif, mais aussi industriels de la chimie) dans les salons de l’établissement Leloup, sur l’île La Croix, suivi d’une soirée artistique (poésie, musiques, chansons). C’est l’occasion de multiples discours et toasts, portés notamment par le maire d’Elbeuf, Charles Mouchel. La société publie aussi une brochure résumant ses travaux et donnant la liste de ses publications et celle de ses élèves.
Ce travailleur inlassable ne prend sa retraite qu’en 1908 (à 79 ans), abandonnant la direction de la station agronomique et cessant d’enseigner. Sa santé ayant toujours été bonne, il n’avait jamais interrompu ses cours. Il s’installe alors dans sa propriété de Bonsecours. Pour autant, il continue de participer assidument aux séances des diverses sociétés savantes dont il est membre.
Cependant, ayant assisté à un banquet, il prend froid en rentrant et, après une courte maladie, décède dans sa maison de Bonsecours le 17 février 1911, à l’âge de 81 ans. Il est d’abord inhumé au cimetière monumental de Rouen, puis transféré en décembre 1912 au cimetière Saint-Jean d’Elbeuf, dans la sépulture de famille, selon son souhait.
Son nom a été donné à une rue à Rouen et à Elbeuf.

## Récompenses et distinctions
Il est nommé officier d'Académie en 1860 et officier de l'Instruction publique en 1865.
Il est nommé chevalier de la Légion d'honneur en 1870 sur proposition de l’Institut de France puis promu officier en 1895 à l’occasion des fêtes du centenaire de l’Institut.
Il reçoit la médaille de vermeil de la Société industrielle d'Elbeuf en 1862, la médaille d'or des Sociétés savantes à la Sorbonne en 1872. Sur le rapport de Jean-Baptiste Dumas, il reçoit la grande médaille de platine de la Société d'encouragement de Paris en 1872.
Il est lauréat de l'Institut (prix Jecker) en 1877 pour ses travaux sur l'ozone.
Il est titulaire de l'Ordre du Lion et du Soleil de Perse pour avoir formé à Rouen des élèves qui occupèrent ensuite des postes importants à Téhéran.

## Œuvres
- Histoire de la houille et de ses dérivés, Rouen, Lapierre, 1863
- Organisation de la station agronomique de Rouen, Rouen, Chaix, 1863
- Ozone, Mesnil (Eure), H. Firmin-Didot, 1866
- Instruction sur l’emploi de l’azotimètre pour le tirage des engrais azoté, Paris, Dupont, 1874
- Détermination de la valeur des engrais, Rouen, Deshays, 1875
- Le Marc de pommes, sa composition, son emploi, sa conservation, Paris, Bellechasse, 1887
- Sur la composition de quelques fumiers, et sur un moyen simple d’apprécier dans la pratique agricole la composition des fumiers ainsi que leur valeur relative en argent, Paris, Chamerot, 1888
- Rapport sur les champs de démonstration, Rouen, Cagniard, 1888-1899
- Station agronomique de la Seine-Inférieure. Fruits à pressoir et marcs de pommes et de poires, leur emploi dans la ferme : rations nouvelles pour suppléer au manque de fourrage, Rouen, Cagniard, 1893